# Палеа-Лутра
Палеа́-Лутра́ (греч. Παλαιά Λουτρά) — село в Греции. Расположено на полуострове Метана в юго-восточной части области Арголида полуострова Пелопоннес, в 6 километрах к северо-западу от города Метана, в 2 километрах к юго-западу от деревни Кунупицы. Входит в сообщество Кунупица в общине Тризиния-Метана в периферийной единице Острова в периферии Аттика. Население 25 жителей по переписи 2011 года.
В посёлке имеется православная церковь (службы совершаются не регулярно, приезжающим в посёлок священником).
Село создано в 1879 году (ΦΕΚ 50Α) как Като-Мусха (Κάτω Μούσχα). В 1927 году (ΦΕΚ 206Α) переименовано в Палеа-Лутра.

## Транспорт
Сообщение с Метаной осуществляется, как посредством рейсовых автобусов, так и такси (25 минут в пути).

## Население
| Год  | Население, человек |
| ---- | ------------------ |
| 1991 | 63                 |
| 2001 | 42                 |
| 2011 | ↘ 25               |